# Ministeri d'Afers Exteriors de Cooperació d'Espanya
El Ministeri d'Afers Exteriors i de Cooperació d'Espanya era un dels departaments ministerials en els quals s'organitzava l'Administració General de l'Estat entre els anys 2004 i 2018. El seu titular era el ministre o la ministra d'Afers Exteriors i Cooperació.
Els seus orígens es remunten al 1714, quan el rei Felip V d'Espanya va crear la Primera Secretaria d'Estat. A partir de 1883 va rebre el nom de Ministeri d'Estat, fins que el 1938 es va convertir en el Ministeri d'Afers Exteriors. El 2004, el president del Govern d'Espanya, José Luís Rodríguez Zapatero, va crear el Ministeri d'Afers Exteriors i Cooperació fins que el 2018, el president Pedro Sánchez Pérez-Castejón el va suprimir i el va substituir pel Ministeri d'Afers Exteriors, Unió Europea i Cooperació.

## Funcions
Corresponien al Ministeri, de conformitat a les directrius del Govern d'Espanya i en aplicació del principi d'unitat d'acció exterior, la direcció de:
- La política exterior.
- La política de la cooperació internacional al desenvolupament.

## Estructura orgànica
El Ministeri s'estructurava en els següents òrgans superiors i directius:
- El ministre d'Afers Exteriors i de Cooperació
  - La Direcció General de Mitjans i Diplomàcia Pública
  - La Oficina d'Informació Diplomàtica
- La Secretaria d'Estat d'Afers Exteriors.
  - La Direcció General de Política Exterior i de Seguretat.
  - La Direcció General de Nacions Unides i Drets Humans.
  - La Direcció General pel Magrib, Àfrica, Mediterrani i Pròxim Orient.
  - La Direcció General per Amèrica del Nord, Àsia i Pacífic.
  - La Direcció General de Relacions Econòmiques Internacionals
- La Secretaria d'Estat per la Unió Europea
  - La Direcció General de Coordinació de Polítiques Comunes i d'Afers Generals de la Unió Europea
  - La Direcció General de Relacions Bilaterals amb Països de la Unió Europea, Països Candidats i Països de l'Espai Econòmic Europeu.
- La Secretaria d'Estat de Cooperació Internacional i per Iberoamèrica
  - La Secretaria General de Cooperació Internacional pel Desenvolupament
  - La Direcció General per Iberoamèrica
- La Sotssecretaria d'Afers Exteriors i de Cooperació.
  - La Secretaria General Tècnica.
  - La Direcció General del Servei Exterior.
  - La Direcció General d'Espanyols a l'Exterior i d'Afers Consulars i Migratoris.

## Llista de ministres
| Legislatura                                   | Inici                  | Finalització           | Nom                                | Partit |
| --------------------------------------------- | ---------------------- | ---------------------- | ---------------------------------- | ------ |
| Const. (1977-1979) I (1979-1982)              | 7 de juliol de 1976    | 8 de setembre de 1980  | Marcelino Oreja Aguirre            | UCD    |
| I (1979-1982)                                 | 8 de setembre de 1980  | 2 de desembre de 1982  | José Pedro Pérez-Llorca            | UCD    |
| II (1982-1986)                                | 2 de desembre de 1982  | 4 de juliol de 1985    | Fernando Morán López               | PSOE   |
| II (1982-1986) III (1986-1989) IV (1989-1993) | 4 de juliol de 1985    | 23 de juny de 1992     | Francisco Fernández Ordóñez        | PSOE   |
| IV (1989-1993) V (1993-1996)                  | 23 de juny de 1992     | 18 de desembre de 1995 | Javier Solana Madariaga            | PSOE   |
| V (1992-1996)                                 | 18 de desembre de 1995 | 5 de maig de 1996      | Carlos Westendorp Cabeza           | PSOE   |
| VI (1996-2000)                                | 5 de maig de 1996      | 27 d'abril de 2000     | Abel Matutes Juan                  | PP     |
| VII (2000-2004)                               | 27 d'abril de 2000     | 9 de juliol de 2003    | Josep Piqué i Camps                | PP     |
| VII (2000-2004)                               | 9 de juliol de 2003    | 17 d'abril de 2004     | Ana Palacio Vallelersundi          | PP     |
| VIII (2004-2008) IX (2008-2011)               | 18 d'abril de 2004     | 21 d'octubre de 2010   | Miguel Ángel Moratinos Cuyaubé     | PSOE   |
| IX (2008-2011)                                | 21 d'octubre de 2010   | 22 de desembre de 2011 | Trinidad Jiménez García-Herrera    | PSOE   |
| X (2011-2016) XI (2016)                       | 22 de desembre de 2011 | 4 de novembre de 2016  | José Manuel García-Margallo Marfil | PP     |
| XII (2016-actualitat)                         | 4 de novembre de 2016  | 7 de juny de 2018      | Alfonso María Dastis Quecedo       | PP     |

## Antecedents
- 1914: Primera Secretaria d'Estat.
- 1883: Ministeri d'Estat.
- 1938: Ministeri d'Afers Exteriors.
- 2004: Ministeri d'Afers Exteriors i de Cooperació.

## Precedents
- 2018: Ministeri d'Afers Exteriors, Unió Europea i Cooperació.